# Birvėta
Birvėta, bělorusky Бірвета, nad soutokem s řekou Kamoja nazývaná Erzvėta, mezi jezery Kančioginas a Erzvėtas nazývaná Kančiogina. Není shoda v názoru, zda říčky Sirvėta, která teče mezi jezery Sirvėtas a Kančioginas a Žeimenėlė, která protéká jezerem Sėtikas a vlévá se do jezera Sirvėtas, považovat také za horní tok řeky Birvėta. Podle toho mohou být i nejednotné údaje o délce toku a ploše povodí.
Pokud se budou uvažovat názvy posledně jmenovaných říček za názvy téhož toku, potom Žeimenėlė pramení v lese Bėlio miškas v okrese Švenčionys, na západ od jezera Sėtikas, kterým protéká a dále pokračuje směrem východním, protéká jezerem Sirvėtas, za kterým dostává název Sirvėta a začíná se více klikatit ve směru celkově severovýchodním, dále protéká severní částí jezera Kančioginas, které opouští již na území okresu Ignalina, již pod názvem Kančiogina, míjí ze západu ves Kančioginas a u vsi Barkuškė se stáčí na východ, míjí jižní okraj městečka Mielagėnai, přibírá pravý přítok Varlenka, za kterým se táhlým obloukem postupně stáčí až do směru severního, porotéká jezerem Erzvėtas, které ve vsi Erzvėtas opouští směrem východním, tentokráte pod názvem Erzvėta. Na jih od městečka Tverečius se stáčí směrem severním až v jeho blízkosti se stáčí opět ostře do směru východního, dále po soutoku s řekou Kamoja mění název na Birvėta a dále pokračuje meandrovitě v celkovém směru východním až do ústí do řeky Dzisna, přičemž od jihu míjí v bažinaté oblasti u vsí Pivorai a Lazdinkos poměrně rozlehlou soustavu sádkových rybníků a mezi vesnicemi Rimaldiškė a Birvita protíná bělorusko-litevskou státní hranici. Vlévá se u Kazjan jako pravý přítok Dzisny, 109,0 km od jejího soutoku s řekou Daugava. Říční údolí je mělké, široké a bažinaté. 

## Přítoky
- Přítoky jezera Sėtikas:

| Hydrologické pořadí | Řeka                                         | Délka (km) | Povodí (km²) | Ústí kde   | Koordináty ústí                 |
| ------------------- | -------------------------------------------- | ---------- | ------------ | ---------- | ------------------------------- |
| 50010413            | Žeimenėlė                                    |            |              |            | 55°9′36″ s. š., 26°14′22″ v. d. |
|                     | spojka mezi jezery Bėlaitis, Bėlys a Sėtikas | 1,5        |              | Maliūniškė | 55°9′44″ s. š., 26°14′18″ v. d. |
| 50010413            | Žeimenėlė odtok                              |            |              |            | 55°9′50″ s. š., 26°14′53″ v. d. |

- Přítoky Žeimenėlė:

- Pravé:

| Hydrologické pořadí | Řeka        | Délka (km) | Povodí (km²) | Vzdálenost od ústí (km)† | Ústí kde | Koordináty ústí                 |
| ------------------- | ----------- | ---------- | ------------ | ------------------------ | -------- | ------------------------------- |
| 50010414            | Sėtikės upė |            |              | 3,7                      | Sėtikė   | 55°10′4″ s. š., 26°15′50″ v. d. |

- Přítoky jezera Sirvėtas:

| Hydrologické pořadí | Řeka                          | Délka (km) | Povodí (km²) | Ústí kde   | Koordináty ústí                  |
| ------------------- | ----------------------------- | ---------- | ------------ | ---------- | -------------------------------- |
| 50010413            | Žeimenėlė                     |            |              | Plentovka  | 55°10′43″ s. š., 26°17′45″ v. d. |
|                     | Plačioji                      |            |              | Plentovka  | 55°10′42″ s. š., 26°17′58″ v. d. |
|                     | spojka z jezera Šukėnų ežeras |            |              | Bliūdeliai | 55°11′8″ s. š., 26°18′0″ v. d.   |
| 50010412            | Sirvėta odtok                 |            |              | Plentovka  | 55°10′41″ s. š., 26°17′57″ v. d. |

- Přítoky Sirvėty:

- Levé:

| Hydrologické pořadí | Řeka  | Délka (km) | Povodí (km²) | Vzdálenost od ústí (km)†† | Ústí kde | Koordináty ústí |
| ------------------- | ----- | ---------- | ------------ | ------------------------- | -------- | --------------- |
| 50010417            | S – 1 |            |              | 2,0                       |          |                 |

- Přítoky jezera Kančioginas:

| Hydrologické pořadí | Řeka                             | Délka (km) | Povodí (km²) | Ústí kde     | Koordináty ústí                  |
| ------------------- | -------------------------------- | ---------- | ------------ | ------------ | -------------------------------- |
| 50010412            | Sirvėta                          |            |              | Karačiūniškė | 55°13′10″ s. š., 26°19′58″ v. d. |
|                     | spojka z jezera Staškinės ežeras |            |              | Dvarykščiai  | 55°12′27″ s. š., 26°20′27″ v. d. |
| 50010411            | Kančiogina odtok                 |            |              | Kančioginas  | 55°13′38″ s. š., 26°20′10″ v. d. |

- Přítoky Kančioginy:

- Levé:

| Hydrologické pořadí | Řeka                      | Délka (km) | Povodí (km²) | Vzdálenost od ústí (km)††† | Ústí kde  | Koordináty ústí                 |
| ------------------- | ------------------------- | ---------- | ------------ | -------------------------- | --------- | ------------------------------- |
| 50010418            | K – 5                     |            |              | 15,8                       |           |                                 |
| 50010421            | Brindiškė                 |            |              | 13,9                       |           | 55°15′9″ s. š., 26°21′50″ v. d. |
| 50010422            | Marūniškė neboli Apynupis |            |              | 8,2                        | Salomenka | 55°15′7″ s. š., 26°25′47″ v. d. |
| 50010432            | K – 3                     |            |              | 3,6                        |           |                                 |
| 50010433            | K – 1                     |            |              | 0,6                        |           |                                 |

- - Pravé:

| Hydrologické pořadí | Řeka     | Délka (km) | Povodí (km²) | Vzdálenost od ústí (km) | Ústí kde    | Koordináty ústí                  |
| ------------------- | -------- | ---------- | ------------ | ----------------------- | ----------- | -------------------------------- |
| 50010426            | Varlenka |            |              | 5,8                     | Kriaučiukai | 55°14′57″ s. š., 26°27′36″ v. d. |

- Přítoky jezera Erzvėtas:

| Hydrologické pořadí | Řeka          | Délka (km) | Povodí (km²) | Ústí kde  | Koordináty ústí                  |
| ------------------- | ------------- | ---------- | ------------ | --------- | -------------------------------- |
| 50010411            | Kančiogina    |            |              | Radutis   | 55°16′47″ s. š., 26°30′47″ v. d. |
| 50010434            | E – 1         |            |              | Vaboliškė | 55°18′11″ s. š., 26°31′17″ v. d. |
| 50010410            | Erzvėta odtok | 36,4       | 1607,0       | Erzvėtas  | 55°17′16″ s. š., 26°31′26″ v. d. |

- Přítoky Birvėty a Erzvėty:
  - Levé:

- - Pravé:

| Hydrologické pořadí | Řeka            | Délka (km) | Povodí (km²) | Vzdálenost od ústí (km) | Ústí kde  | Koordináty ústí                  |
| ------------------- | --------------- | ---------- | ------------ | ----------------------- | --------- | -------------------------------- |
| 50010435            | B – 8           |            |              | 31,9                    |           |                                  |
| 50010436            | B – 6           |            |              | 28,6                    |           |                                  |
| 50010437            | Svyla           |            |              | 23,8                    | Pečiurkos | 55°18′6″ s. š., 26°38′20″ v. d.  |
| 50010456            | Kamoja          |            |              | 20,5                    |           | 55°18′12″ s. š., 26°40′27″ v. d. |
| 50010473            | B – 4           |            |              | 16,6                    |           |                                  |
| 50010474            | B – 2           |            |              | 10,1                    |           |                                  |
| 50010475            | Juodasai upelis |            |              | 8,2                     | Lazinkos  | 55°17′2″ s. š., 26°47′8″ v. d.   |